# Workflow
Workflow (pracovní postup, technologický postup) je schéma provádění nějaké komplexnější činnosti (procesu), rozepsané na jednodušší činnosti a jejich vazby. Obvykle se tímto pojmem popisuje technologie řízení podniků, projektů, či zpracování dokumentů.
Pro podporu workflow existuje řada konkrétních softwarových produktů, v nichž je předdefinovaný systém např. vnitropodnikových procesů, v němž využitím digitalizace dokumentů, oběhu dokumentů v elektronické podobě a archivace dokumentů podle nastavených procesů je nadefinováno, kdo má vykonat jaké činnosti od daného procesu či podprocesu až po realizaci celého procesu v průběhu realizace projektu. Tento software má nadefinováno hlídání plnění dílčích úkolů (podprocesů) a odsouhlasení kroků k dokončení projektu.
Workflow tvoří tři základní části:
- pravidla regulující procesy
- předávané informace
- měřítka procesu (metriky) používaná pro jeho posuzování

## Workflow software
Workflow systém je tvořen čtyřmi složkami:
- Úlohy – aktivity, které musí být provedeny pro dosažení podnikových cílů
- Lidé – vykonávají úlohy
- Nástroje – aplikace umožňující vykonání úloh
- Údaje – dva typy: věcné údaje a údaje o procesu; dokumenty, databáze, zprávy atd.

Součástí workflow systému jsou:
- Pracovní prostředí – zpřístupnění pracovních úkolů uživatelům, prostředky pro jejich realizaci, typicky Lotus Notes nebo Microsoft Exchange, jednotlivé aplikace mohou být také odděleny
- Stavební aplikace – např. Oracle Workflow – umožňují definovat pravidla, trasy a role v procesech a označit údaje, informace, nebo objekty, které jsou právě zpracovávány
- Řídící mechanismus managementu – zajišťuje, aby úlohy byly předány ve správném pořadí správným osobám, dále sledování dosavadního postupu a stavu zpracovávaného požadavku